# Mihashi Takuya
Takuya Mihashi (sinh ngày 6 tháng 3 năm 1992) là một cầu thủ bóng đá người Nhật Bản.

## Sự nghiệp câu lạc bộ
Takuya Mihashi đã từng chơi cho Fujieda MYFC.